# Zoo de La Palmyre
Zoo de La Palmyre is een dierentuin in de Franse badplaats La Palmyre die deel uitmaakt van de gemeente Les Mathes in het departement Charente-Maritime. De dierentuin werd geopend in 1966 en heeft een oppervlakte van 18 hectare.

## Geschiedenis
Zoo de La Palmyre werd in 1966 geopend door Claude Caillé, een zoon van een krantenverkoper die samen met zijn vrouw Irène vanaf 1957 een kleine reizende dierentuin operationeel hield. Tijdens de jaren '60 vertrok Caillé naar Kameroen en Kenia om wilde dieren te vangen met het oog op het oprichten van een permanente zoo in Frankrijk. Caillé slaagde in zijn opzet en in juni 1966 opende Zoo de La Palmyre zijn deuren. Na afloop van de eerste zomer waren reeds 129.500 bezoekers de poorten gepasseerd.
Doorheen de jaren werden de dierentuin en haar dierencollectie meerdere keren uitgebreid. Zo ontving men in 1974 voor het eerst een groep gorilla's, in 1978 orang-oetans en in 1984 witte neushoorns. Daarnaast begon men in 1985 met het organiseren van shows met Californische zeeleeuwen. In 1992 werd een nieuw verblijf voor Aziatische olifanten in gebruik genomen en kreeg men voor het eerst te maken met de geboorte van een jachtluipaard. In 1996 opende men een nieuw ijsberenverblijf in combinatie met een vivariumgebouw. In 2009 werd voor de mensapen van de dierentuin een ruim nieuw complex gebouwd.

## Dierencollectie
Anno 2021 huisvest Zoo de la Palmyre ongeveer 110 verschillende diersoorten, voor het grootste deel bestaande uit zoogdieren en in kleineren getale uit vogels en reptielen. De dierentuin houdt onder andere een relatief grote verzameling primaten, met meerdere soorten mensapen, lemuren, meerkatten en klauwaapjes.